# پت هارمن
پت هارمن (انگلیسی: Pat Harmon؛ ‏۳ فوریهٔ ۱۸۸۶ – ۲۶ نوامبر ۱۹۵۸) یک هنرپیشه اهل ایالات متحده آمریکا بود.

## بخشی از فیلمشناسی
از فیلم‌ها یا برنامه‌های تلویزیونی که وی در آن نقش داشته‌است می‌توان به آثار زیر اشاره کرد.
- کنتاکی دربی (فیلم ۱۹۲۲) (۱۹۲۲)
- مخمصه (فیلم ۱۹۲۴) (۱۹۲۴)
- اخطار (فیلم ۱۹۲۷) (۱۹۲۷)
- جای خواب (۱۹۲۹)
- نمایش مردم